# Basili de Trebisonda
Basili I Comnè fou el dotzè emperador de Trebisonda, que va governar en tretzè lloc durant el període 1332-1340. Va succeir l'efímer Manuel II Comnè, nebot seu, a petició d'un sector de la població. El 1334 es va casar amb la seva neboda Irene, filla de l'emperador romà d'Orient Andrònic III Paleòleg, a la que va repudiar el 1339 per viure amb una concubina anomenada també Irene. L'any següent (1340) va morir, probablement enverinat per la seva muller.

## Ascens al poder
Basili era un dels fills de l'emperador Aleix II Comnè de Trebisonda i de la seva esposa Djiadjak Jaqeli. Quan el seu germà gran, Andrònic III, va assumir el tron el 1330 i va matar els seus germans Miquel i Jordi, Basili estava a Constantinoble i no va tornar per por de seguir el mateix destí cruel.
A la mort d'Andrònic III, el títol va passar al seu fill d'uns vuit anys. Una part de la ciutadania va invitar Basili a tornar i prendre el poder; cosa que va fer deposant el seu nebot Manuel el 22 de setembre del 1332 i confinant-lo en un monestir. Basili va fer una purga a la cort, manant l'execució dels partidaris de Manuel: el megaduc Lekes Tzatzintaion, la seva esposa Syrikaina i el fill de tots dos, Tzambas, que tenia el títol de gran domèstic, i que probablement eren els qui governaven en nom de Manuel. El que no s'esperava era que l'home que va nomenar com a nou megaduc, Joan l'eunuc, es revoltaria en favor del deposat Manuel. La revolta fou sufocada i Basili, que no volia trobar-se amb més elements contraris a ell dins la seva cort, va decidir que calia executar Manuel.
Malgrat això, el país va continuar dividit per les dues faccions que havien sorgit durant el regnat d'Andrònic: els del partit bizantinista, que tenia la major part dels adeptes a la capital, i els partidaris de l'aristocràcia pòntica original, és a dir els qui havien fundat l'Imperi de Trebisonda pertanyents a l'antic Regne del Pont, més nombrosos en l'entorn rural. Segons George Finlay, els alts funcionaris i els principals nobles havien esdevingut sobirans mesquins i havien portat els pobles a l'anarquia. Els funcionaris havien adoptat una actitud d'insubordinació dissimulada i Basili va haver de contractar mercenaris estrangers per protegir la seva persona, però els funcionaris a través de la seva arrogància ràpidament van corrompre els mercenaris i els van posar en contra de l'emperador. La seva impopularitat es va fer tan gran que, quan va haver un eclipsi solar visible a la ciutat de Trebisonda, la gent ho va interpretar com un senyal de la ira divina i Basili va haver d'amagar-se a la ciutadella per protegir-se de la multitud enrabiada que intentava matar-lo a pedrades.

## El problema matrimonial
El 17 de setembre del 1334 Basili, per entrar en aliança amb l'Imperi Romà d'Orient es va casar amb Irene, una filla il·legítima d'Andrònic III Paleòleg. L'afecte entre tots dos aviat es va acabar i Basili va prendre una amistançada, també anomenada Irene, amb la qui va tenir quatre fills bastards. No se sap del cert si es va divorciar de la seva esposa però hi ha una carta interessant enviada pel patriarca de Constantinoble, Joan Calecas, adreçada a Gregori el metropolità de Trebisonda, en la qual el patriarca renya el metropolità per haver permès que la maldat se'ls apoderés en saltar-se els cànons de l'Església i els ordenava que resolguessin el problema sota pena de ser anatematitzat ell i els sacerdots que hi havien col·laborat. Els clergues locals, però, es van justificar amb un feble excusa: que en realitat estaven honrant l'emperadriu legítima amb els seus serveis, ja que estaven servint també a una Irene.

## Els darrers anys
El malestar a la capital va augmentar quan els oghuz, encapçalats per Sheikh Hassan, van atacar Trebisonda el 5 de juliol del 1335. La lluita es va centrar en la muralla de Sant Kerykios i al Mont Minthrion, però una providencial tempesta va permetre els trebisonds desfer-se'n dels seus atacants.
Basili va morir el 6 d'abril del 1340, sembla que enverinat per la seva esposa legítima Irene Paleòloga, la qual va prendre el poder i el va substituir en el tron.

## Descendència
Els fills de Basili i la seva segona dona van ser els següents:
- Aleix (1337-c. 1349)
- Joan, més endavant rebatejat amb el nom d'Aleix (1338–1390)
- Maria, que es va casar amb Fahreddin Kutlug beg, emir d'Aq Qoyunlu el 1352.[9][10]
- Teodora, que es va casar amb Hajji 'Umar, emir de Chalybia el 1358.[11]